# Угон A300 в Афганистан
Угон самолёта A300 в Афганистан — угон самолёта, произошедший в пятницу 24 декабря 1999 года. Авиалайнер Airbus A300B2-101 авиакомпании Indian Airlines, выполнявший плановый рейс IC 814 по маршруту Катманду—Дели, на борту которого находился 191 человек (176 пассажиров и 15 членов экипажа), был захвачен 5 вооружёнными террористами. После угона самолёт в течение 7 дней летал между несколькими аэропортами южной и Западной Азии, пока в итоге не приземлился в аэропорту Кандагара.
Лайнер был захвачен вскоре после того, как он вошёл в воздушное пространство Индии. Угонщики приказали пилотам лететь сначала в Амритсар, затем в Лахор и через Персидский залив в Дубай; в Дубае угонщики отпустили 27 из 176 пассажиров, но при этом убили 1 и ранили ещё 17. В конце концов угонщики вынудили экипаж приземлиться в Кандагаре.
В то время большая часть Афганистана, включая аэропорт Кандагар, где приземлился рейс 814, находилась под контролем Талибана. По словам нынешнего советника по национальной безопасности Аджита Довала, талибы окружили самолёт, чтобы предотвратить любое военное вмешательство Индии. Также было обнаружено, что на перроне находились два офицера пакистанской разведки: один был подполковником, а другой майором. Довал заявил, что если бы талибы не пользовались поддержкой ISI, Индия физически могла бы освободить самолёт.
Угон рейса 814 был совершён с целью добиться освобождения исламистских террористов, содержащихся в индийских тюрьмах. Кризис с заложниками длился 7 дней и закончился после того, как Индия согласилась освободить трёх террористов — Муштака Ахмеда Заргара, Омара Ахмеда Саида Шейха и Масуда Азхара; после этого все трое были замешаны в других терактах, таких как похищение и убийство Дэниела Перла в 2002 году и теракты в Мумбаи в 2008 году.
Угон рейса IC 814 рассматривался как часть серии терактов «Миллениум», совершённых террористами, связанными с «Аль-Каидой», с 30 ноября 1999 года по 3 января 2000 года.

## Самолёт, экипаж
Airbus A300B2-101 (регистрационный номер VT-EDW, серийный 036) был выпущен в 1976 году (первый полёт совершил 5 октября под тестовым б/н F-WUAT). 29 ноября того же года был передан авиакомпании Indian Airlines. Оснащён двумя турбовентиляторными двигателями General Electric CF6-50C.
Состав экипажа рейса IC 814 был таким:
- Командир воздушного судна (КВС) — 37-летний Деви Шаран (англ. Devi Sharan).
- Второй пилот — Раджиндер Кумар (англ. Rajinder Kumar).
- Бортинженер — 58-летний Анил К. Джаггия (англ. Anil K. Jaggia).

В салоне самолёта работали 12 бортпроводников.

## Хронология событий

### Вылет из Катманду, захват
Рейс IC 814 вылетел из аэропорта Трибхуван в Катманду 24 декабря 1999 года. На его борту находились 15 членов экипажа и 176 пассажиров, одним из которых был Роберто Джори (итал. Roberto Giori), тогдашний владелец компании «De La Rue», контролировавшей большую часть мирового бизнеса по печати валюты.
Примерно в 17:30 IST к старшему бортпроводнику Анилу Шарме (англ. Anil Sharma) обратился человек в лыжной маске, который сказал ему, что самолёт захвачен и что у него бомба. Затем угонщики приказали КВС лететь на запад, и, соответственно, лайнер вошёл в воздушное пространство Пакистана, но пакистанская служба УВД отказала ему в разрешении на посадку в Лахоре. Узнав, что авиатоплива недостаточно для дальнейшего полёта, угонщики позволили пилотам приземлиться для дозаправки в Амритсаре.
Последующие отчёты разведки показали, что угонщики купили 5 билетов на рейс в Катманду; 2 билета бизнес-класса были куплены напрямую, а 3 билета эконом-класса были куплены через туристическое агентство. Представители индийской разведки полагали, что помощь угонщикам в предоставлении доступа к аэропорту Катманду оказал разыскиваемый по всему миру индийский террорист и гангстер Давуд Ибрагим.
В сообщениях пассажиров позже говорилось, что угонщики приказали бортпроводникам забрать поданный обед и отделили женщин и детей от мужчин, завязав последним глаза и угрожая бомбой, если они не будут с ними сотрудничать.

### Посадка в Амритсаре
Служба УВД Индии впервые получила информацию об угоне рейса IC 814 в 16:40. Группа по управлению в кризисных ситуациях правительства Индии, возглавляемая секретарем профсоюза Прабхатом Кумаром, не собралась после получения известия о том, что самолёт был угнан, и информация об угоне не была сразу же передана в Разведывательное бюро или в Отдел исследований и анализа. Премьер-министр Индии Атал Бихари Ваджпаи был проинформирован об инциденте в 19:00.
В 18:04 экипаж рейса 814 связался с индийским УВД, но не получил никаких указаний о дальнейших действиях. Командир уведомил УВД, что у них заканчивается авиатопливо, а пакистанское УВД не разрешило им приземлиться в Лахоре. Он продолжал связываться с УВД, прося их связаться с Пакистаном и получить разрешение на посадку, так как угонщики не хотели приземляться в Индии и угрожали казнить 10 заложников, если их требования не будут выполнены. В 18:30 Высшая комиссия Индии в Пакистане запросила разрешение на посадку самолёта, но получила отказ.
В 18:44 авиалайнер начал снижение для посадки в аэропорту в Амритсаре по сообщению командира, и к нему подошли местные официальные лица. Генеральный директор полиции штата Пенджаб Сарабджит Сингх (англ. Sarabjeet Singh) позже заявил, что узнал об угоне только тогда, когда увидел его по телевидению в 18:00. Министр внутренних дел Л.К. Адвани (англ. L.K. Advani) впоследствии также заявил, что он узнал об инциденте из новостей, а не от Группы управления кризисными ситуациями, которая к тому моменту уже была созвана. Хотя он недавно ушёл с поста генерального инспектора полиции в этом районе, Дж.П. Бирди (англ. J.P. Birdi) встретился с экипажем, поскольку его преемник Бакши Рам (англ. Bakshi Ram) на момент угона был в отпуске.
При посадке пилоты запросили немедленную дозаправку самолёта. Впоследствии КВС заявил, что надеялся, что с помощью правительства Индии самолёт будет освобождён и ему не придётся вылетать из Амритсара. В соответствии с планами действий в чрезвычайных ситуациях, подготовленными Группой управления кризисными ситуациями, был создан местный комитет, состоявший из окружного инспектора, высших должностных лиц полиции и разведки, а также управляющего аэропортом Амритсара; им было приказано как можно дольше откладывать дозаправку лайнера. Эти приказы были получены комитетом от центрального правительства в 18:40, однако телефонный звонок с противоречивыми приказами задержал первоначальный ответ; позже было установлено, что этот телефонный звонок был попыткой розыгрыша. В записке, отправленной в местный комитет, им рекомендовалось обеспечить отсрочку любыми возможными способами, включая при необходимости спуск воздуха из шин шасси самолёта.
Между приземлением и повторным взлётом в 19:50 КВС четырежды связывался с УВД, сообщая им, что угонщики были вооружены автоматами Калашникова и начали убивать заложников, и просил их как можно быстрее заправить самолёт для предотвращения смертей. Угонщики отказались общаться с представителями местной полиции, пока самолёт находился в Амритсаре. В более поздних сообщениях указывалось, что угонщики, расстроенные задержкой дозаправки, напали с ножом на пассажира Сатнама Сингха (англ. Satnam Singh), гражданина Германии, и нанесли ему несколько ранений в шею.
В 19:45 спецназ полиции Пенджаба был переведён в режим боевой готовности, а Группа по управлению в кризисных ситуациях приказала им сопровождать топливозаправщики к самолёту с намерением спустить шины шасси, чтобы обездвижить его. Чтобы преградить путь самолёту, был отправлен бензовоз, но авиадиспетчер приказал ему снизить скорость, поскольку риск его столкновения с самолётом был высоким. Получив этот приказ, бензовоз резко остановился. Позже выяснилось, что такой подход заставил угонщиков заподозрить, что процесс дозаправки помешает их вылету, и они приказали пилотам немедленно взлетать, в результате чего самолёт едва избежал столкновения с бензовозом на взлётной полосе. 5 пассажиров находились на передних сиденьях со связанными руками, и угонщики пригрозили, что они будут казнены, если самолёт немедленно не взлетит. В 19:49 рейс IC 814 вылетел из Амритсара, и командир объявил авиадиспетчерам о взлёте, при этом заявив: Мы все умрём. Коммандос из подразделения индийского спецназа Национальной гвардии безопасности прибыли в аэропорт как раз в момент вылета.
Позже выяснилось, что экс-начальник индийской разведки А.С. Дулат (англ. A.S. Dulat) пытался скрыть истинные мотивы того, почему самолёт не был заблокирован и не было проведено операции по силовому освобождению судна. В момент угона на борту находился офицер RAW Шаши Бхушан Сингх Томар (англ. Shashi Bhushan Singh Tomar), являвшийся зятем Н.К. Сингха (англ. N.K. Singh), секретаря тогдашнего премьер-министра, который гарантировал, что для обеспечения безопасности его зятя самолёт не будет взят штурмом. По словам офицера RAW Р.К. Ядава (англ. R.K. Yadav), автора «Миссии R&AW», за несколько дней до угона У.В. Сингх (англ. U.V. Singh), другой оперативник RAW в Катманду, сообщил Томару, что пакистанские террористы планируют захватить индийский самолёт, и приказал Сингху проверить достоверность его отчёта, Сингх подтвердил правильность его исследований, но Томар упрекнул его и велел не распространять слухи. Тогдашнего премьер-министра Атала Бихари Ваджпаи держали в неведении примерно до 19:00, он узнал об угоне только после высадки из самолёта в VIP-отделении аэропорта Палам.

### Посадка в Лахоре
При подлёте к Лахору экипаж запросил разрешение на посадку, но УВД Пакистана вновь отказало ему, и отключило все огни и навигационные средства в аэропорту Лахор, чтобы предотвратить посадку. Поскольку лайнер не заправился в Амритсаре и у него заканчивалось авиатопливо, КВС попытался совершить аварийную посадку без навигационных средств и огней, в итоге едва не приземлившись на шоссе. После этого УВД Пакистана включило навигационные средства и разрешило рейсу 814 приземлиться в Лахоре. В 20:07 лайнер приземлился в Лахоре.
Индия, получив информацию о том, что самолёт приземлился в Пакистане, запросила вертолёт для перевозки в аэропорт Лахор Верховного комиссара Индии в Пакистане Гопаласвами Партасарти, и попросила пакистанские власти обеспечить, чтобы самолёт не смог покинуть Лахор. Пакистанские силы снова отключили огни ВПП, чтобы предотвратить вылет самолёта после дозаправки, а пакистанский спецназ оцепил его. Они также пытались договориться с угонщиками об освобождении всех женщин и детей, находившихся на борту самолёта, но получили отказ. Верховному комиссару Индии Партасарти был предоставлен вертолёт, но он прибыл в Лахор только после того, как рейс 814 был заправлен и ему было дано разрешение на взлёт. Представители министерства иностранных дел Индии обратились за подтверждением сообщений о том, что пассажиры на борту были убиты, но не получили ответа по этому поводу.

### Посадка в Дубае
Самолёт вылетел в Дубай, где угонщики освободили 27 заложников. Международный аэропорт Дубай отказал рейсу 814 в разрешении на посадку; но разрешение предоставила авиабаза Аль-Минхад в окрестностях Дубая. Угонщики также освободили тяжелораненого 25-летнего пассажира Рупина Катьяла (англ. Rupin Katyal), который получил несколько ножевых ранений, но он умер до того, как самолёт приземлился на авиабазе. Власти Индии хотели, чтобы индийские коммандос, обученные освобождению угнанных самолётов, атаковали рейс 814, но правительство ОАЭ отказало им в этом.

### Посадка в Кандагаре
После того, как рейс IC 814 приземлился в Кандагаре, талибы, контролировавшие тогда власть в Афганистане, предложили выступить посредником между Индией и угонщиками, чему Индия изначально верила. Поскольку Индия не признала режим талибов, она направила в Кандагар представителя Верховного комиссариата в Пакистане. Отсутствие у Индии предыдущих контактов с Талибаном усложняло переговорный процесс.
Однако намерения талибов оказались под сомнением после того, как их боевики окружили самолёт. Талибы утверждали, что силы были развернуты в попытке отговорить угонщиков от убийства или ранения заложников, но некоторые аналитики считают, что это было сделано для предотвращения проведения военной операции Индии. Глава Разведывательного бюро Аджит Довал заявил, что угонщики получали активную поддержку от ISI, которая делала всё возможное, чтобы они могли безопасно покинуть самолёт. Довал также упомянул, что если бы угонщики не получали активной поддержки от ISI, Индия могла бы силой освободить самолёт.
Находясь в Кандагаре, оба двигателя самолёта оставались постоянно включёнными, чтобы защитить пассажиров от очень холодных зимних ночей Афганистана.

### Переговоры
25 и 26 декабря Индия обсудила свой подход к переговорам внутри страны, а пассажиры на борту ждали решения. Позже пассажиры заявили, что они не получали регулярного питания и имели ограниченный доступ к питьевой воде и средствам гигиены, а также что угонщики использовали громкоговорители на борту для обращений к пассажирам.
25 декабря авиакомпания Indian Airlines предоставила специальный самолёт помощи, который доставил обратно 27 освобождённых пассажиров, а также тело Рупина Катьяла (убитого, когда самолёт находился в Дубае), и пассажира Сатнама Сингха, получившего ножевые ранения в шею, когда самолёт находился в Амритсаре.
Министр внутренних дел Л.К. Адвани выступал против предоставления в обмен на освобождения заложников, поскольку это повлияет на репутацию правительства, а министр иностранных дел Джасвант Сингх (англ. Jaswant Singh) выступал за переговоры с Талибаном. 27 декабря правительство Индии направило группу переговорщиков во главе с Вивеком Катью (англ. Vivek Katju), заместителем министра внутренних дел на переговоры в Афганистан.
Переговоры не принесли результата, поскольку официальные лица Талибана отказали в разрешении на силовое освобождение самолёта как индийскому, так и афганскому спецназу. Чтобы предотвратить какие-либо военные действия, талибы окружили самолёт танками, а 27 декабря представитель талибов в беседе с местной газетой заявил, что угонщикам следует либо покинуть Афганистан, либо сложить оружие. Индийские официальные лица интерпретировали это заявление как понимание того, что Талибан арестует угонщиков самолётов, если они сдадутся, и начали с ними переговоры относительно их требований. Эти требования включали освобождение 36 заключенных, но в конечном итоге во время переговоров их количество сократилось до трёх:
- Масуд Азхар (англ. Masood Azhar), основавший в 2000 году организацию «Джаиш-е-Мухаммад», получившую известность за предполагаемую роль в нападении на парламент Индии в 2001 году и терактах в Мумбаи в 2008 году, а также с нападением на полицейских в Пулваме в 2019 году, которое привело к гибели 44 служащих резервной полиции[27][28].
- Ахмед Омар Саид Шейх (англ. Ahmed Omar Saeed Sheikh), арестованный пакистанскими властями в 2002 году за похищение и убийство Дэниела Перла[29][30]. Шейх был заключен в тюрьму в связи с похищением западных туристов в 1994 году, убийстве Перла, а также предположительно сыграл значительную роль в планировании терактов 11 сентября 2001 года в Нью-Йорке[31].
- Муштак Ахмед Заргар (англ. Mushtaq Ahmed Zargar), который после освобождения играл активную роль в обучении исламских боевиков в подконтрольной Пакистане части Джамму и Кашмира[32].

30 декабря начальник научно-аналитического отдела А.С. Дулат связался с главным министром Джамму и Кашмира Фаруком Абдуллой (англ. Farooq Abdullah), чтобы убедить его освободить двух заключённых, как того требуют угонщики. Эти заключённые на тот момент содержались в кашмирских тюрьмах. Абдулла был против освобождения заключённых, предупредив Дулата о долгосрочных последствиях, но в конце концов согласился на требования индийского правительства. Муштак Ахмад Заргар был освобождён из тюрьмы Сринагара и отправлен вместе с Шейхом и Азхаром в Кандагар.
К этому времени угонщики позволили заложникам покинуть самолёт, а также сдали своё оружие. В отчетах пассажиров указано, что угонщики попросили пассажиров выразить свою благодарность правительству Афганистана, собрали со всех деньги и передали их пассажиру Ануджу Шарме (англ. Anuj Sharma), которому было приказано использовать их для заказа сувенира об угоне для музея в Кандагаре.
Однако вместо того, чтобы арестовать угонщиков и трёх переданных им заключённых, руководители Талибана отвезли их в Кветту на афганско-пакистанской границе.

## Последствия угона

### Дальнейшая судьба самолёта
Возвращённый в январе 2000 года 24-летний самолёт Airbus A300B2-101 борт VT-EDW был выведен из эксплуатации в начале 2001 года и остался на инженерной базе Indian Airlines в Международном аэропорту имени Чатрапати Шиваджи в Мумбаи. Через 3,5 года после угона был продан в мае 2003 года, а затем был разобран и сдан на металлолом в Мумбаи в декабре 2003 года. Считается, что многие детали борта VT-EDW были проданы за 22 лакха (2,2 млн. рупий). Утилизация осуществлялась через Корпорацию по торговле металлоломом.

### Судебный процесс
Дело расследовалось Центральным бюро расследований, которое предъявило обвинение 10 лицам, 7 из которых, включая 5 угонщиков, всё ещё скрываются от правосудия в Пакистане. 5 февраля 2008 года специальный суд по борьбе с угонами приговорил троих обвиняемых (Абдула Латифа (англ. Abdul Latif), Юсуфа Непали (англ. Yusuf Nepali) и Дилипа Кумара Бхуджеля (англ. Dilip Kumar Bhujel)) к пожизненному заключению. Их обвинили в содействии угонщикам, получении поддельных паспортов и проносе оружия на борт. Тем не менее ЦБР направил в Верховный суд Пенджаба и Харьяны требование смертной казни для Абдула Латифа. Дело было передано на очередное слушание в Верховный суд в сентябре 2012 г., но заявление было отклонено. Также в 2015 году было отклонено ходатайство Абдул Латифа об условно-досрочном освобождении.
13 сентября 2012 года полиция Джамму и Кашмира арестовала подозреваемого в терроризме Мехраджуддина Данда (англ. Mehrajuddin Dand), который якобы оказывал материально-техническую поддержку при угоне рейса IC 814. Он якобы предоставил угонщикам помощь в приобретении билетов. В конечном итоге Верховный суд Пенджаба и Харьяны признал двух человек виновными в нападении и приговорил их к пожизненному заключению. Оба обжаловали этот приговор в Верховном суде Индии.
10 июля 2020 года один из обвиняемых, Абдул Латиф Адам Момин (англ. Abdul Latif Adam Momin), вместе с 18 другими лицами, включая сотрудника паспортного стола, был оправдан судом Мумбаи по обвинению в подделке паспортов для угонщиков.
Угнанный самолёт стал самой крупной уликой в последующем уголовном расследовании. С него сыщики сняли отпечатки пальцев угонщиков. Для использования в суде была создана модель самолёта с номерами мест, и судебный чиновник был обучен её сборке, поскольку она была громоздкой.

### Политические последствия
Инцидент рассматривается как провал правительства Атала Бихари Ваджпаи, а глава разведки Аджит Довал заявил, что у Индии была бы более сильная позиция на переговорах, если бы самолёту не разрешили покинуть территорию Индии. Довал, который возглавлял переговорную группу из 4 человек в Кандагаре, описал весь инцидент как «дипломатический провал» правительства, обвинив его в неспособности заставить США и ОАЭ использовать своё влияние, чтобы помочь обеспечить быстрое освобождение пассажиров».
Министр иностранных дел Джасвант Сингх также подвёргся критике за похвалу талибов за их сотрудничество в возвращении заложников.
Родственники пассажиров также подняли публичные протесты по поводу того, что им отказывали в информации о здоровье и состоянии родственников, дважды вторгались на брифинги и встречи с государственными чиновниками, требовали информацию и проводили пресс-конференции с критикой правительства. Среди общественности было распространено сообщение от УВД Кандагара, в котором говорилось, что самолёт регулярно чистят и что пассажиров обеспечивают едой, водой и средствами личной гигиены; позже, согласно рассказам пассажиров, оно оказалось ложным.

### Поддержка Северного альянса
После угона рейса 814 Индия начала проводить операции по снабжению Панджшерского сопротивления. Северному Альянсу были предоставлены оружие, боеприпасы и самолёты. Индия также оказала материально-техническую поддержку Ахмад Шаху Масуду. Генсек НАТО неоднократно посещал Индию, чтобы уточнить стратегию борьбы с талибами, которых поддерживал Пакистан. Во время вторжения США в Афганистан правительство Индии разрешило использовать свои военные объекты для нанесения ударов по Афганистану и предоставило разведданные о тренировочных лагерях исламских боевиков в Афганистане.

## Культурные аспекты
- КВС рейса 814 Деви Шаран описал эти события в книге под названием «Полёт в страх — история капитана» (2000). Книга была написана в сотрудничестве с журналистом Сринджоем Чоудхури (англ. Srinjoy Chowdhury)[48].
- Бортинженер Анил К. Джаггия также написал книгу под названием «IC 814 захвачен! Внутренняя история». Книга была написана в сотрудничестве с Саурабхом Шуклой (англ. Saurabh Shukla)[49].
- Старший бортпроводник Анил Шарма также написал подробный отчёт об угоне самолёта, основываясь на своём опыте в своей книге «Тропа террора»[50][51].

Самолёты Indian Airlines, единственной внутренней авиакомпании Индии до 1993 года, с 1971 по 1999 годы были угнаны 16 раз.